# 팝스 팝스
《팝스 팝스》는 대한민국의 방송국인 한국방송공사의 라디오 채널 KBS 쿨FM(수도권 89.1MHz)에서 오전 11시부터 낮 12시까지 방송되었던 팝 음악전문 라디오 프로그램이다. 두근두근 11시의 후속으로 신설되었다.

## 역대 진행자
- 1대 : 윤상 : 2010년 4월 19일 ~ 2013년 4월 30일
- 2대 : 버벌진트 : 2013년 5월 1일 ~ 2013년 10월 27일
- 3대 : 최다니엘: 2013년 10월 28일~ 2014년 12월 31일

## 진행 코너
매일 코너
- 혹시 사랑하나요

주말 코너
- [수] 맛있는 영화
- [주말] FM CAFE 11

## 같이 보기
- KBS
- KBS 쿨FM